# Kościół św. Jakuba w Żurrieq
Kościół świętego Jakuba Apostoła (malt. Il-Knisja ta' San Ġakbu il-Kbir, ang. Church of St James) – rzymskokatolicki kościół położony w miejscowości Żurrieq na Malcie.

## Historia
Pierwsza informacja o kaplicy, wówczas pod wezwaniem Zwiastowania, pochodzi z 1575, kiedy wymieniona ona została w raporcie papieskiego wizytatora Pietro Dusiny. Stała mniej więcej w tym miejscu, gdzie stoi dziś kościół św. Jakuba. Z boku przylegała do niej kaplica pod wezwaniem św. Jana Chrzciciela. Na początku XVIII wieku, w związku ze wzrostem kultu św. Jakuba, zdecydowano zbudować większą świątynię. Za zgodą biskupa Gaspare Gori-Manciniego, wydaną 23 lutego 1723, obie przylegające do siebie kaplice zostały zburzone, i w 1725 rozpoczęto prace budowlane kościoła pod wezwaniem św. Jakuba Apostoła.
Kościół, który widzimy dzisiaj został ukończony przed 24 czerwca 1731, kiedy to nastąpiło jego uroczyste poświęcenie. Fakt ten został upamiętniony inskrypcją nad ołtarzem.

## Architektura
Świątynia powstała na planie ośmiokąta, zbudowana została w stylu barokowym. Centralnie umieszczona jest duża ośmioboczna kopuła z wysoką latarnią, zwieńczoną kamiennym krzyżem.

### Fasada

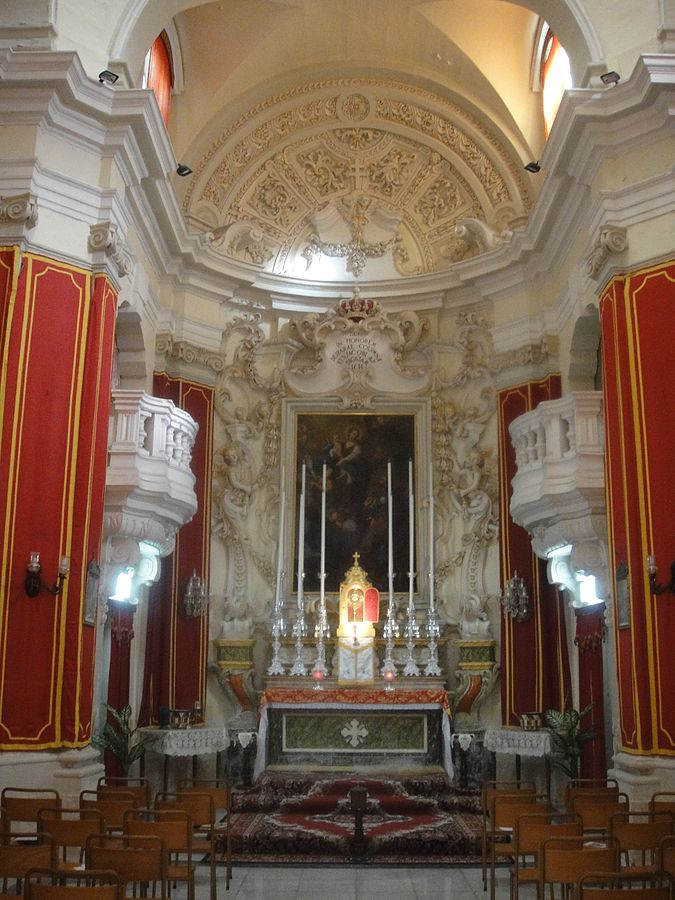
Wnętrze kościoła - apsyda

Fasada, obejmująca trzy boki ośmiokąta, charakteryzuje się centralnie umieszczonym głównym wejściem, do którego prowadzą schody, oraz dwojgiem zamurowanych drzwi bocznych. Nad każdymi drzwiami umieszczone jest centralnie okno, dodatkowo doświetlające wnętrze. Narożniki fasady ozdobione są pilastrami, na których wspiera się fryz otaczający fasadę. Główna część fasady zwieńczona jest frontonem. Nad lewą częścią znajduje się konstrukcja w formie pojedynczej arkady (bell-cot), w której zawieszone są trzy niewielkie dzwonki.  

### Wnętrze
Architektura wnętrza kościoła bazuje na pilastrach w stylu jońskim, na których wspiera się, biegnący wokół fryz. W kościele znajdują się trzy ołtarze, których obrazów kamienne ramy wykonane zostały z wielkim kunsztem przez Paolo Zahrę, pochodzącego z rodziny o artystycznych tradycjach.
Ołtarz główny znajduje się w apsydzie kościoła. Obraz tytularny przedstawia Matkę Bożą z Pilar oraz św. Jakuba Apostoła, patrona świątyni, w otoczeniu aniołów. Domniemanym autorem obrazu jest Francesco Zahra.   
Ołtarze boczne umieszczone są po obu stronach nawy kościoła. Ołtarz z lewej strony poświęcony jest Zwiastowaniu, na pamiątkę małego kościoła znajdującego się w przeszłości w tym miejscu. Obraz w ołtarzu jest również przypisywany Francesco Zahrze.

Drugi ołtarz poświęcony jest Matce Bożej Światłości. Na obrazie przedstawiona jest Madonna, nad którą dwa anioły trzymają koronę. Przed Najświętszą Panną klęczy św. Jan Chrzciciel, którego obecność przypomina nam drugi kościół, w przeszłości stojący na tym miejscu. Po obu stronach obrazu znajdują się dwa kamienne anioły, które go utrzymują, ponad nim dwa inne z koroną w rękach. 
W apsydzie, po obu stronach ołtarza, znajdują się balkoniki. Ich lokalizacja w pobliżu ołtarza jest wielce oryginalna.

## Święta patronalne
Wygląda na to, że w przeszłości w kościele św. Jakuba obchodzono kilka świąt patronalnych. Kiedy w 1745 biskup Alphéran de Bussan wizytował kościół, stwierdził, że w kościele obchodzone było coroczne święto patrona kościoła mszą świętą śpiewaną. Drugie święto, którym czczona była Matka Boża z Pilar, obchodzono 8 września. Biskup de Bussan zaaprobował również kolejną fiestę, obchodzoną 25 marca, tym razem z okazji święta Zwiastowania Pańskiego. Po uroczystej mszy św. rozdawano ubogim słodkości i wino.  

## Kościół dzisiaj
Kościół dostępny jest cały dzień. Odbywa się w nim całodzienna adoracja Najświętszego Sakramentu.

## Ochrona dziedzictwa kulturowego
Budynek kaplicy umieszczony jest na liście National Inventory of the Cultural Property of the Maltese Islands pod nr. 01289. 